# Лебедков, Григорий Дмитриевич
Григорий Дмитриевич Лебедков — советский хозяйственный, государственный и политический деятель.

## Биография
Родился в 1904 году. Из крестьян , образование начальное. Член ВКП(б).
В 1924—1951 гг. — на государственной и партийной работе в Сталинградской и Астраханской областях. 
И. о. председателя организационного комитета Исполнительного комитета Сталинградского областного Совета по Астраханскому округу, арестован 28 мая 1938 г. по обвинению в принадлежности к антисоветской организации, 26 ноября 1939 г. дело прекращено на стадии предварительного следствия по реабилитирующим основаниям, из-под стражи освобожден.
В марте 1944 и феврале 1945 г. упоминается как председатель Красноярского райисполкома Астраханской области.
В 1946-1948 гг. председатель Исполнительного комитета Астраханского городского Совета.
Избирался депутатом Верховного Совета РСФСР 2-го созыва по Ленинскому избирательному округу города Астрахани.
Награждён орденом Отечественной войны II степени (1945).